# Liste der Bodendenkmäler in Gunzenhausen
Auf dieser Seite sind die Bodendenkmäler in der mittelfränkischen Stadt Gunzenhausen zusammengestellt. Diese Tabelle ist eine Teilliste der Liste der Bodendenkmäler in Bayern. Grundlage ist die Bayerische Denkmalliste, die auf Basis des Bayerischen Denkmalschutzgesetzes vom 1. Oktober 1973 erstmals erstellt wurde und seither durch das Bayerische Landesamt für Denkmalpflege geführt wird. Die folgenden Angaben ersetzen nicht die rechtsverbindliche Auskunft der Denkmalschutzbehörde.

## Bodendenkmäler in Gunzenhausen
| Lage                    | Objekt | Akten-Nr.     | Bild           |
| ----------------------- | --- | ------------- | -------------- |
| Gunzenhausen (Standort) | Grabhügel vorgeschichtlicher Zeitstellung. | D-5-6829-0001 |                |
| Gunzenhausen (Standort) | Teilstrecke des raetischen Limes. | D-5-6829-0002 |                |
| Gunzenhausen (Standort) | Wachtposten WP 13/43 des raetischen Limes. | D-5-6829-0003 |                |
| Gunzenhausen (Standort) | Mittelalterliche Wüstung. | D-5-6829-0198 |                |
| Gunzenhausen (Standort) | Bronzezeitliche Grabhügelgruppe mit vier Hügeln. | D-5-6830-0002 |                |
| Gunzenhausen (Standort) | Wachtposten WP 14/4 des raetischen Limes. | D-5-6830-0004 |                |
| Gunzenhausen (Standort) | Wachtposten WP 14/5 des raetischen Limes. | D-5-6830-0005 |                |
| Gunzenhausen (Standort) | Wachtposten WP 14/6 des raetischen Limes. | D-5-6830-0006 |                |
| Gunzenhausen (Standort) | Römisches Kleinkastell. | D-5-6830-0007 |                |
| Gunzenhausen (Standort) | Ringwall der Urnenfelder- und Hallstattzeit. | D-5-6830-0008 |                |
| Gunzenhausen (Standort) | Grabhügel der Hallstattzeit. | D-5-6830-0009 |                |
| Gunzenhausen (Standort) | Wachtposten WP 13/54 des raetischen Limes. | D-5-6830-0011 |                |
| Gunzenhausen (Standort) | Wachtposten WP 14/1 des raetischen Limes. | D-5-6830-0012 |                |
| Gunzenhausen (Standort) | Wachtposten WP 14/2 des raetischen Limes. | D-5-6830-0013 |                |
| Gunzenhausen (Standort) | Wachtposten WP 14/3 des raetischen Limes. | D-5-6830-0014 |                |
| Gunzenhausen (Standort) | Wachtposten WP 14/7 des raetischen Limes. | D-5-6830-0015 |                |
| Gunzenhausen (Standort) | Mesolithische Freilandstation. | D-5-6830-0018 |                |
| Gunzenhausen (Standort) | Mesolithische Freilandstation und Siedlung des Neolithikums und der Latènezeit.                                                                                    | D-5-6830-0019 |                |
| Gunzenhausen (Standort) | Römisches Numeruskastell. | D-5-6830-0022 | weitere Bilder |
| Gunzenhausen (Standort) | Grabhügel vorgeschichtlicher Zeitstellung. | D-5-6830-0025 |                |
| Gunzenhausen (Standort) | Siedlung des Mittelneolithikums und der frühen Bronzezeit. | D-5-6830-0027 |                |
| Gunzenhausen (Standort) | Siedlung der Bronzezeit. | D-5-6830-0028 |                |
| Gunzenhausen (Standort) | Knüppelweg vor- und frühgeschichtlicher Zeitstellung. | D-5-6830-0032 |                |
| Gunzenhausen (Standort) | Untertägige Bestandteile und Vorgängerbau der mittelalterlichen evang.- luth. Stadtpfarrkirche Mariä Virginis sowie Körpergräber des Mittelalters und der Neuzeit. | D-5-6830-0038 |                |
| Gunzenhausen (Standort) | Teilstrecke des raetischen Limes. | D-5-6830-0048 |                |
| Gunzenhausen (Standort) | Siedlung vor- und frühgeschichtlicher Zeitstellung. | D-5-6830-0052 |                |
| Gunzenhausen (Standort) | Untertägige Bestandteile der spätmittelalterlichen evang.-luth. Pfarrkirche St. Sixtus.                                                                            | D-5-6830-0054 |                |
| Gunzenhausen (Standort) | Grabhügel der Hallstattzeit. | D-5-6830-0055 |                |
| Gunzenhausen (Standort) | Wachtposten WP 13/45 des raetischen Limes. | D-5-6830-0056 |                |
| Gunzenhausen (Standort) | Wachtposten WP 13/46 des raetischen Limes. | D-5-6830-0057 |                |
| Gunzenhausen (Standort) | Teilstrecke des raetischen Limes. | D-5-6830-0058 |                |
| Gunzenhausen (Standort) | Mesolithische Freilandstation. | D-5-6830-0061 |                |
| Gunzenhausen (Standort) | Wachtposten WP 14/8 des raetischen Limes. | D-5-6830-0062 |                |
| Gunzenhausen (Standort) | Straße der römischen Kaiserzeit. | D-5-6830-0065 |                |
| Gunzenhausen (Standort) | Teilstrecke des raetischen Limes. | D-5-6830-0067 |                |
| Gunzenhausen (Standort) | Wachtposten WP 13/48 des raetischen Limes. | D-5-6830-0068 |                |
| Gunzenhausen (Standort) | Wachtposten WP 13/49 des raetischen Limes. | D-5-6830-0069 |                |
| Gunzenhausen (Standort) | Wachtposten WP 13/50 des raetischen Limes. | D-5-6830-0070 |                |
| Gunzenhausen (Standort) | Wachtposten WP 13/51 des raetischen Limes. | D-5-6830-0071 |                |
| Gunzenhausen (Standort) | Wachtposten WP 13/52 des raetischen Limes. | D-5-6830-0072 |                |
| Gunzenhausen (Standort) | Siedlung vor- und frühgeschichtlicher Zeitstellung. | D-5-6830-0074 |                |
| Gunzenhausen (Standort) | Teilstrecke des raetischen Limes. | D-5-6830-0077 |                |
| Gunzenhausen (Standort) | Wachtposten WP 13/44 des raetischen Limes. | D-5-6830-0078 |                |
| Gunzenhausen (Standort) | Wachtposten WP 13/47 des raetischen Limes. | D-5-6830-0079 |                |
| Gunzenhausen (Standort) | Untertägige mittelalterliche und frühneuzeitliche Befunde im Bereich der Evang.-Luth. Pfarrkirche St. Martin und Ägidius in Wald und ihrer Vorgängerbauten.        | D-5-6830-0080 |                |
| Gunzenhausen (Standort) | Mittelalterlicher Burgstall sowie untertägige Teile des frühneuzeitlichen Schlosses in Wald.                                                                       | D-5-6830-0081 |                |
| Gunzenhausen (Standort) | Wachtposten WP 14/9 des raetischen Limes. | D-5-6830-0123 |                |
| Gunzenhausen (Standort) | Wachtposten WP 14/10 des raetischen Limes. | D-5-6830-0124 |                |
| Gunzenhausen (Standort) | Siedlung der Bronze- und Urnenfelderzeit. | D-5-6830-0127 |                |
| Gunzenhausen (Standort) | Schanze vor- und frühgeschichtlicher Zeitstellung. | D-5-6830-0129 |                |
| Gunzenhausen (Standort) | Wachtposten WP 13/53 des raetischen Limes. | D-5-6830-0133 |                |
| Gunzenhausen (Standort) | Untertägige Bestandteile der mittelalterlichen Spitalkirche Hl. Geist.                                                                                             | D-5-6830-0142 |                |
| Gunzenhausen (Standort) | Untertägige Bestandteile der mittelalterlichen Stadtbefestigung von Gunzenhausen.                                                                                  | D-5-6830-0143 |                |
| Gunzenhausen (Standort) | Mittelalterliche und frühneuzeitliche Befunde im Bereich der befestigten Altstadt von Gunzenhausen.                                                                | D-5-6830-0144 |                |
| Gunzenhausen (Standort) | Werkplatz der Neuzeit. | D-5-6830-0147 |                |
| Gunzenhausen (Standort) | Werkplatz vermutlich des Mittelalters und der Neuzeit. | D-5-6830-0153 |                |
| Gunzenhausen (Standort) | Untertägige Bestandteile der mittelalterlichen evang.-luth.- Pfarrkirche St. Wolfgang.                                                                             | D-5-6830-0154 |                |
| Gunzenhausen (Standort) | Teilstrecke des raetischen Limes. | D-5-6830-0201 |                |
| Gunzenhausen (Standort) | Siedlung der Bronzezeit und Einzelfund eines neolithischen Steinbeils.                                                                                             | D-5-6830-0202 |                |
| Gunzenhausen (Standort) | Mittelalterliche und frühneuzeitliche Befunde im Bereich der Evang.-Luth. Kirche St. Jobst.                                                                        | D-5-6830-0212 |                |
| Gunzenhausen (Standort) | Grabhügel vorgeschichtlicher Zeitstellung. | D-5-6929-0015 |                |
| Gunzenhausen (Standort) | Mittelalterliche Vorgängerbauten der Kath. Pfarrkirche St.-Maria-Magdalena.                                                                                        | D-5-6929-0191 |                |
| Gunzenhausen (Standort) | Mittelalterlicher Wasserburgstall, frühneuzeitliches Wasserschloss Cronheim.                                                                                       | D-5-6929-0192 |                |
| Gunzenhausen (Standort) | Archäologische Befunde im Bereich der spätneuzeitlichen Synagoge in Cronheim.                                                                                      | D-5-6929-0250 |                |
| Gunzenhausen (Standort) | Turmhügelburg des hohen Mittelalters mit Haupt- und Vorburgareal.                                                                                                  | D-5-6930-0019 |                |
| Gunzenhausen (Standort) | Neolithische Siedlung. | D-5-6930-0020 |                |
| Gunzenhausen (Standort) | Siedlung der Linearbandkeramik. | D-5-6930-0023 |                |
| Gunzenhausen (Standort) | Grabhügel vorgeschichtlicher Zeitstellung. | D-5-6930-0024 |                |
| Gunzenhausen (Standort) | Grabhügel vorgeschichtlicher Zeitstellung. | D-5-6930-0025 |                |
| Gunzenhausen (Standort) | Begräbnisplatz vorgeschichtlicher Zeitstellung mit hallstattzeitlichen Bestattungen in Grabhügeln.                                                                 | D-5-6930-0027 |                |
| Gunzenhausen (Standort) | Viereckschanze der jüngeren Latènezeit. | D-5-6930-0028 |                |
| Gunzenhausen (Standort) | Siedlung der Linearbandkeramik. | D-5-6930-0029 |                |
| Gunzenhausen (Standort) | Körpergräber vor- und frühgeschichtlicher Zeitstellung. | D-5-6930-0031 |                |
| Gunzenhausen (Standort) | Villa rustica der Römischen Kaiserzeit. | D-5-6930-0032 |                |
| Gunzenhausen (Standort) | Hallstattzeitliches Grabhügelfeld mit 35 Hügeln. | D-5-6930-0034 |                |
| Gunzenhausen (Standort) | Grabhügelgruppe vorgeschichtlicher Zeitstellung mit mindestens fünf Hügeln.                                                                                        | D-5-6930-0035 |                |
| Gunzenhausen (Standort) | Grabhügel vorgeschichtlicher Zeitstellung. | D-5-6930-0036 |                |
| Gunzenhausen (Standort) | Vorgeschichtlicher Grabhügel. | D-5-6930-0037 |                |
| Gunzenhausen (Standort) | Mittelalterlicher Turmhügel. | D-5-6930-0038 |                |
| Gunzenhausen (Standort) | Siedlung des Neolithikums, Grabhügel vorgeschichtlicher Zeitstellung.                                                                                              | D-5-6930-0039 |                |
| Gunzenhausen (Standort) | Hallstattzeitliches Grabhügelfeld mit mindestens 35 Hügeln. | D-5-6930-0041 |                |
| Gunzenhausen (Standort) | Siedlung des Neolithikums, der Bronze-, Hallstatt- und Latènezeit.                                                                                                 | D-5-6930-0042 |                |
| Gunzenhausen (Standort) | Mesolithische Freilandstation und Linearbandkeramische Siedlung.                                                                                                   | D-5-6930-0044 |                |
| Gunzenhausen (Standort) | Hallstattzeitliche Grabhügelgruppe mit sieben Hügeln. | D-5-6930-0049 |                |
| Gunzenhausen (Standort) | Grabhügel vorgeschichtlicher Zeitstellung. | D-5-6930-0052 |                |
| Dittenheim (Standort)   | Siedlung der römischen Kaiserzeit. | D-5-6930-0065 |                |
| Gnotzheim (Standort)    | Grabhügelfeld vorgeschichtlicher Zeitstellung. | D-5-6930-0092 |                |
| Gunzenhausen (Standort) | Siedlung vor- und frühgeschichtlicher Zeitstellung. | D-5-6930-0174 |                |
| Gunzenhausen (Standort) | Grabhügel vorgeschichtlicher Zeitstellung. | D-5-6930-0189 |                |
| Gunzenhausen (Standort) | Mittelalterlicher Vorgängerbau der bestehenden evang.-luth. Pfarrkirche Hl. Kreuz.                                                                                 | D-5-6930-0220 |                |
| Gunzenhausen (Standort) | Mittelalterliche und frühneuzeitliche Befunde im Bereich der Evang.-luth. Kirche St. Laurentius in Pflaumfeld.                                                     | D-5-6930-0224 |                |
| Gunzenhausen (Standort) | Untertägige Bestandteile der mittelalterlichen und neuzeitlichen evang.-luth. Pfarrkirche St. Peter und Vorgängerbau.                                              | D-5-6930-0227 |                |
| Gunzenhausen (Standort) | Mittelalterlicher Vorgängerbau der evang.-luth. Pfarrkirche St. Michael.                                                                                           | D-5-6930-0231 |                |
| Gunzenhausen (Standort) | Rechteckige Grabenanlage vor- und frühgeschichtlicher Zeitstellung.                                                                                                | D-5-6930-0278 |                |